# Arapski oriks
Arapski oriks (lat. Oryx leucoryx) je antilopa srednje veličine s grbom na ramenima, dugih ravnih rogova i čupava repa. Najmanji je član roda Oryx. Obitava na području pustinja i stepa Arapskog poluotoka. Arapski oriks je izumro u divljini ranih 1970-ih, ali je sačuvan u zoološkim vrtovima i privatnim čuvalištima i ponovno uveden u divljinu početkom 1980-ih. Klasificiran je kao ugrožena vrsta na Crvenom popisu IUCN-a (2009.2) i navedena u CITES dodatku I. Od 2008., populacija mu je procijenjena na oko 1100 jedinki u divljini i 6000-7000 jedinki u zatočeništvu u zoološkim vrtovima i privatnim zbirkama diljem svijeta. 
Katarski oriks pod nazivom 'Orry' odabran je kao službena maskota za Azijske igre 2006. u Dohi.

## Etimologija
Taksonomsko ime Oryx leucoryx dolazi iz grč. orux (Gazella/antilopa) i leukos (bijeli). Arapski oriks naziva se i bijeli oriks, te je poznat kao maha, wudhaihi, baqar al Wash i boosolah na arapskom.
Ruski zoolog Peter Simon Pallas uveo termin "Oryx" u znanstvenu literaturu 1767., nazivajući afričkog elanda oriks antilopom (Pallas, 1767). Godine 1777. ime je prebačeno u Cape Gemsbok. U isto vrijeme, također je opisao ono što danas nazivamo arapski oriks kao Oryx leucoryx, bilježeći raspon prostiranja kao područje "Arabije, a možda i Libije." 1816., Henri Marie de Ducrotay Blainville dijelila je skupine antilopa, usvojajući Oryx kao ime roda, i preimenovala Pallasovu antilopu oriks u Oryx gazella (de Blainville, 1818.). 1926.,  Martin Lichtenstein zbunjen prebacivanjem imena Oryx leucoryx u sabljorogi oriks (sad Oryx dammah) koju su u Sudanu pronašli njemački prirodoslovaci Wilhelm Friedrich Hemprich i Christian Gottfried Ehrenberg (Lichtenstein, 1826.). Arapski oriks je tada bio bezimen do prvih živih primjeraka u Europi doniranih Zoološkom društvu u Londonu 1857. Ne shvaćajući da bi to mogao biti Oryx leucoryx prethodnih autora, dr. John Edward Gray predlaže da se životinja nazove Oryx Beatrix po Princezi Beatrice od Ujedinjenog Kraljevstva (Gray, 1857.). Iako se taj naziv održao dugi niz godina, Oldfield Thomas preimenovao je sabljorogog oriksa u Oryx algazal 1903. (što je tada preimenovano u Oryx dammah), i dao arapskom oriksu natrag izvorni naziv. Zbrka između 2 vrste je pogoršana činjenicom da su se obje životinje nazivale bijeli oriks na engleskom jeziku.

## Anatomija i morfologija
Arapski oriks visok je 1m u ramenima, a teži 70 kg. Njihova koža je gotovo svijetlo bijela, a njihov donji dio i noge su smeđe, a tu su i crne pruge, gdje glava prelazi u vrat, na čelu, na nosu i ide od roga kroz oko do ušća. Oba spola imaju duge ravne ili blago zakrivljene prstenaste rogove koji su dugi 50–75 cm.
Arabski oriks se odmara tijekom dnevne vrućine i može predvidjeti kišu, te će krenuti prema njoj, što znači da imaju ogromne staništa. Stada u Omanu mogu biti u staništu od 3.000 kvadratnih km. Krda su mješovita spola i obično sadrže između 2 i 15 životinja, iako su viđena stada i do 100 jedinki. Arapski oriksi su općenito neagresivani jedni prema drugima što omogućuje da krda žive mirno neko vrijeme.
Osim ljudi, vukovi su jedini predator arapskih oriksa. U zatočeništvu i dobrim uvjetima u divljini, oriksi postižu životni vijek do 20 godina. U razdobljima suše, očekivani životni vijek im se može znatno smanjiti zbog pothranjenosti i dehidracije. Ostali uzroci smrti su: borbe između mužjaka, ujedi zmija, bolesti i utapanje u poplavama.

## Rasprostranjenost
Povijesno, arapski oriks se vjerojatno kretao tijekom većeg dijela Bliskog istoka. Ranim 1800-ih, nastanjivali su i Sinaj, južnu Palestinu, Transjordan, velik dio Iraka i većinu Arapskog poluotoka. Tijekom 19. st. i poč. 20., stanište arapskih oriksa se pomaklo natrag prema Saudijskoj Arabiji, a do 1914. je tek nekoliko jedinki opstalo izvan te zemlje. Bilo je nekoliko izvješća o arapskim oriksima u Jordanu 1930., ali od sredine 1930-ih jedina preostala populacija bila je u pustinji Nafud na SZ Saudijske Arabije i Rub' al Khali na jugu.
Godine 1930., arapski prinčevi i činovnici naftnih kompanija počinju lov na arapskog oriksa automobilima i puškama. Lov je rastao, a neki su izvijestili da je korišteno čak 300 vozila. Do 1950., sjeverna populacija je praktički izumrla. Zadnji je arapski oriks viđen u divljini prije introdukcije 1972.
Arapski oriks preferira stanište u pustinji šljunka ili pijeska, gdje ga štiti brzina i izdržljivost od većine grabežljivaca i pješačkih lovaca. U pijesku pustinje u Saudijskoj Arabiji, arapski oriks se uobičajeno nalazi u tvrdom pijesku područja ravnica između mekše dine i grebena.

## Ekologija

### Ekologija hranjenja
Prehrana arapskog oriksa uglavnom se sastoji od trave, ali jede raznu vegetaciju uključujući: drveće, pupove, travu, voće, gomolje i korijenje. Stada arapskih oriksa traže rijetke kiše da bi jeli nove biljke koje rastu nakon kiše. Arapski oriks može izdržati nekoliko tjedana bez vode. Istraživanjima u Omanu utvrđeno je, da primarno jedu trave iz roda Stipagrostis. Cvijeće iz trava roda Stipagrostis najveći im je izvor sirovih bjelančevina i vode, dok se lišće činilo boljim izvorom hrane s druge vegetacije.

### Bihevioralna ekologija
Kad oriks ne luta svojim staništem ili ne jede, kopa plitka udubljenja u mekom tlu ispod grmova ili stabala za odmaranje. Sposobni su otkriti kišu iz daljine i pratiti smjer svježeg rasta biljaka. Broj jedinki u stadu se može uvelike razlikovati (do 100), ali prosjek je 10 ili manje jedinki. Pristupa stadu nema, a jedan mužjak na teritoriju je rijetkost. Stada uspostavljaju izravnu hijerarhiju koja uključuje sve ženke i mužjake iznad dobi od oko 7 mjeseci. Arapski oriks teži održavanju vizualnog kontakta s drugim članovima stada, podređeni mužjaci imaju položaj između glavnih jedinki stada i okolnih ženki. Odvojeni mužjaci će tražiti područja koja je posljednji put posjetio sa stadom, živeći u osami sve do povratka krda. Gdje voda i uvjeti ispaše dozvole, muški oriksi će uspostaviti teritorij. Mladi mužjaci žive sami. Drže se dominacije nastale hijerarhije unutar stada  i izbjegavaju opasnost od teških ozljeda svojih dugih, oštrih rogova, koje potencijalno mogu nanijeti. Mužjaci i ženke koristiti svoje rogove u obrani teritorija potrebnih resursa prema došljacima.

### Važnost za ljude
Hebrejska riječ re'em može značiti arapski oriks, iako može također značiti izumrli divlji bik ili neka druga vrsta rogatog sisavaca. U biblijskoj verziji kralja Jamesa riječ "re'em" je prevedena kao "jednorog", a legenda o jednorogu možda potječe dijelom od arapskog oriksa, kod kojeg se može činiti da ima samo jedan rog, ako se gleda u profilu.

## Zaštita
Fauna & Flora International, uz financijsku pomoć iz World Wildlife Funda spasili su arapskog oriksa od izumiranja. Godine 1962., te grupe su pokrenule prvi zatočenički uzgoj stada u zoološkom vrtu Phoenix, ponekad nazivanog " Operacija Oryx". Počevši sa samo 9 životinja,  Zoološki vrt Phoenix imao je više od 200 uspješnih poroda. Odavde, orikse su slali u druge zoološke vrtove i parkove za pokretanje stada. 
Arapski oriksi su lovljeni do izumiranja u divljini od 1972. Do 1980., broj arapskih oriksa u zatočeništvu povećao se do točke da se introducirao u divljinu. Prvo puštanje u Omanu pokušano je s oriksima iz Parka divljih životinja San Diego. Premda je brojnost u Omanu smanjena, sada ima divlje populacije i u Saudijskoj Arabiji i Izraelu.
Arapski oriks je popisan kao ugrožen od strane IUCN-ove Crvene liste. 2008. procjenjeno je da ima oko 1100 oriksa u divljini, s 6000-7000 oriksa u zatočeništvu u svijetu, uglavnom u regiji Bliskog istoka. Neki od njih su u velikim ograđenom staništima (eng. free-roaming), uključujući i one u Siriji (Al Talila), Bahreinu, Kataru i UAE-ma.
Dana, 28. lipnja 2007, utočište omanskog arapskog oriksa uklonjeno je s UNESCO-ove Svjetske baštine. UNESCO-ov razlog za to je odluku omanske vlade da otvori 90% crpilišta nafte. Arapska populacija oriksa smanjena je s 450 oriksa 1996. na samo 65 2007. Sada je preostalo manje od 4 para.